# Pouzolzia walkeriana
Pouzolzia walkeriana är en nässelväxtart som beskrevs av Robert Wight. Pouzolzia walkeriana ingår i släktet Pouzolzia och familjen nässelväxter. Inga underarter finns listade i Catalogue of Life.